# Comberouger
Comberouger település Franciaországban, Tarn-et-Garonne megyében. Lakosainak száma 268 fő (2022. január 1.). Comberouger Beaumont-de-Lomagne, Belbèze-en-Lomagne, Bouillac, Saint-Sardos és Vigueron községekkel határos.

## Népesség
A település népessége az elmúlt években az alábbi módon változott:
| Lakosok száma | 276  | 279  | 291  | 280  | 274  | 269  | 269  | 268  | 268  |
|               | 2013 | 2015 | 2016 | 2017 | 2018 | 2019 | 2020 | 2021 | 2022 |

## Látnivalók és műemlékek

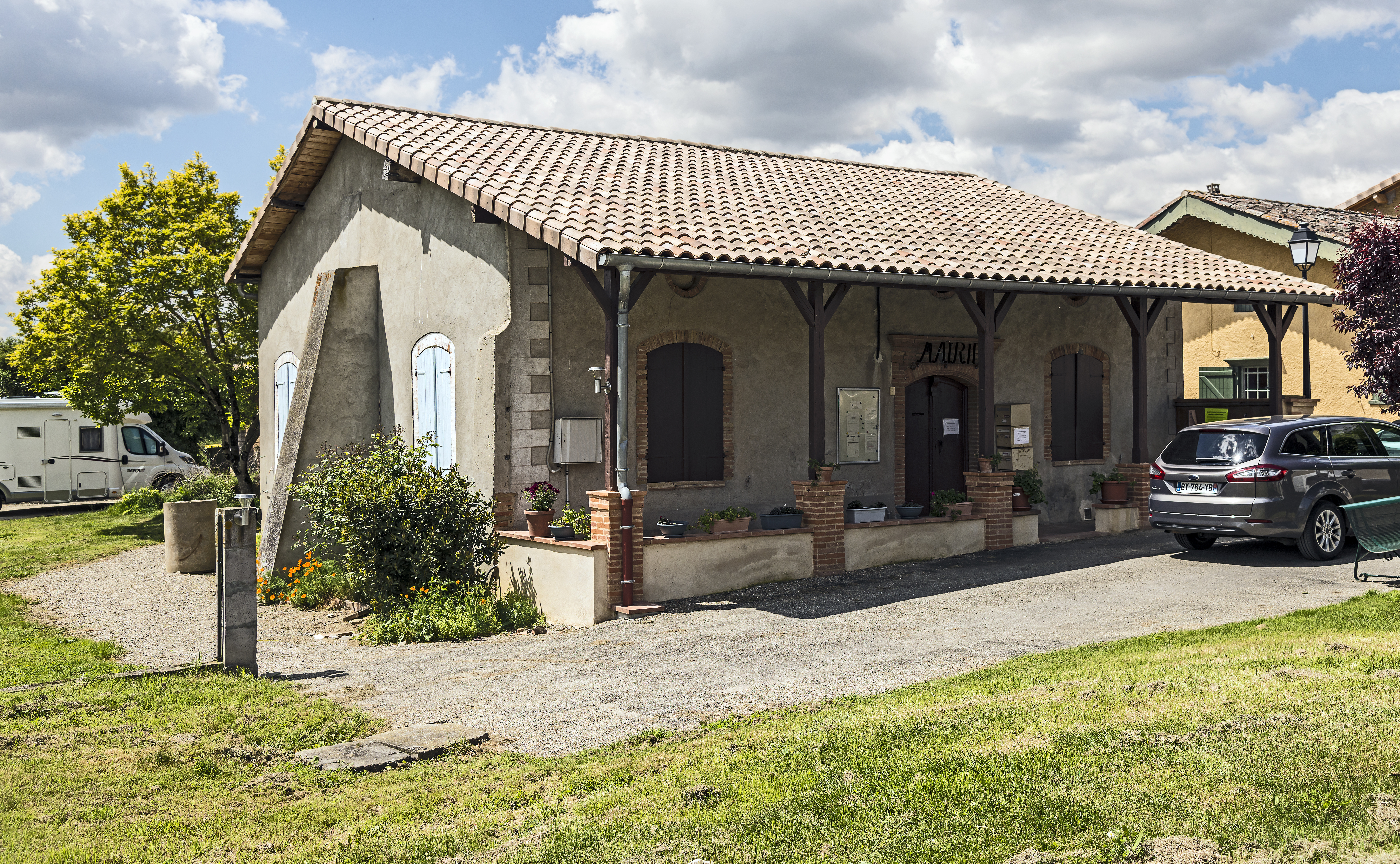
Városháza
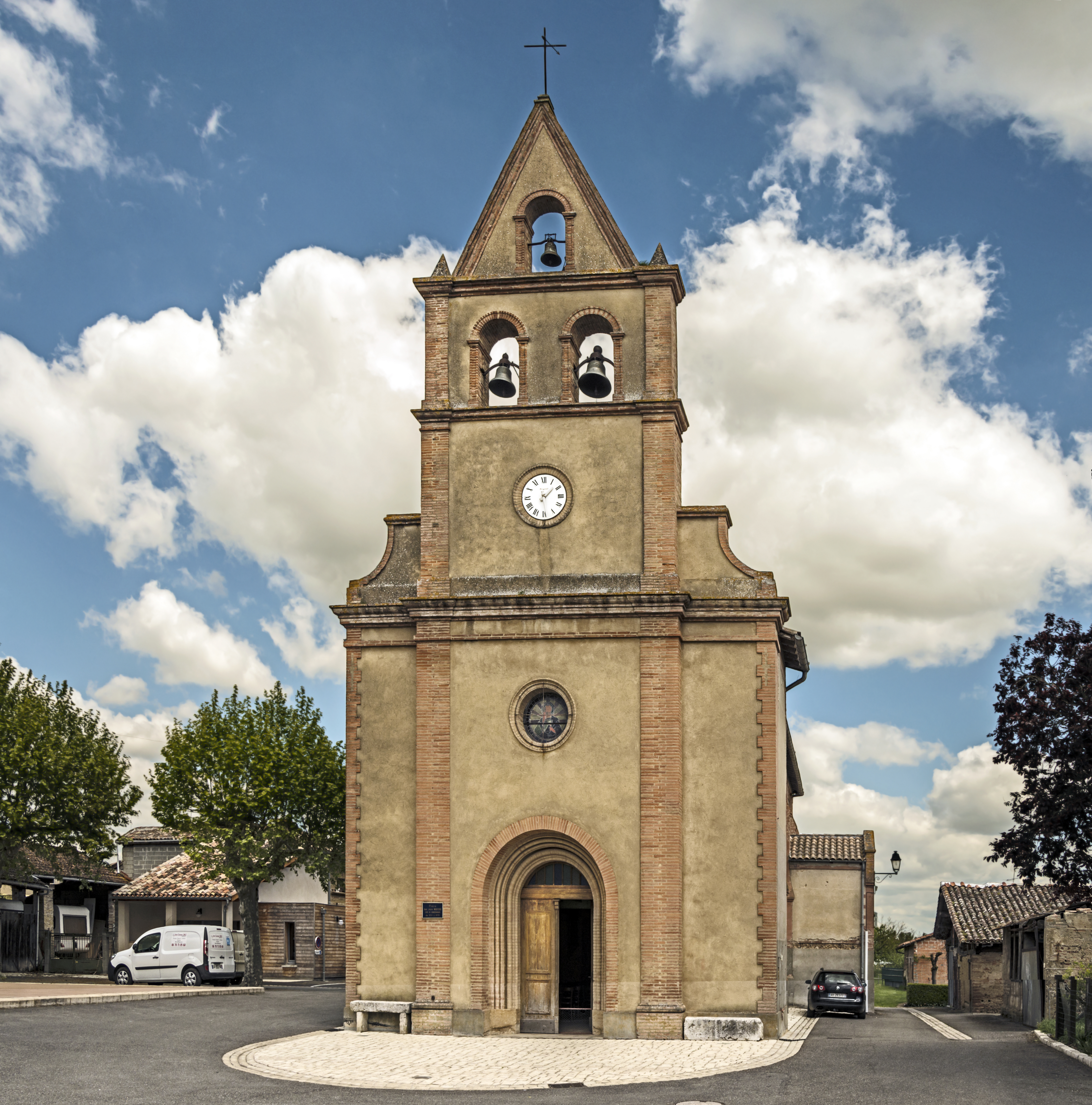
A templom
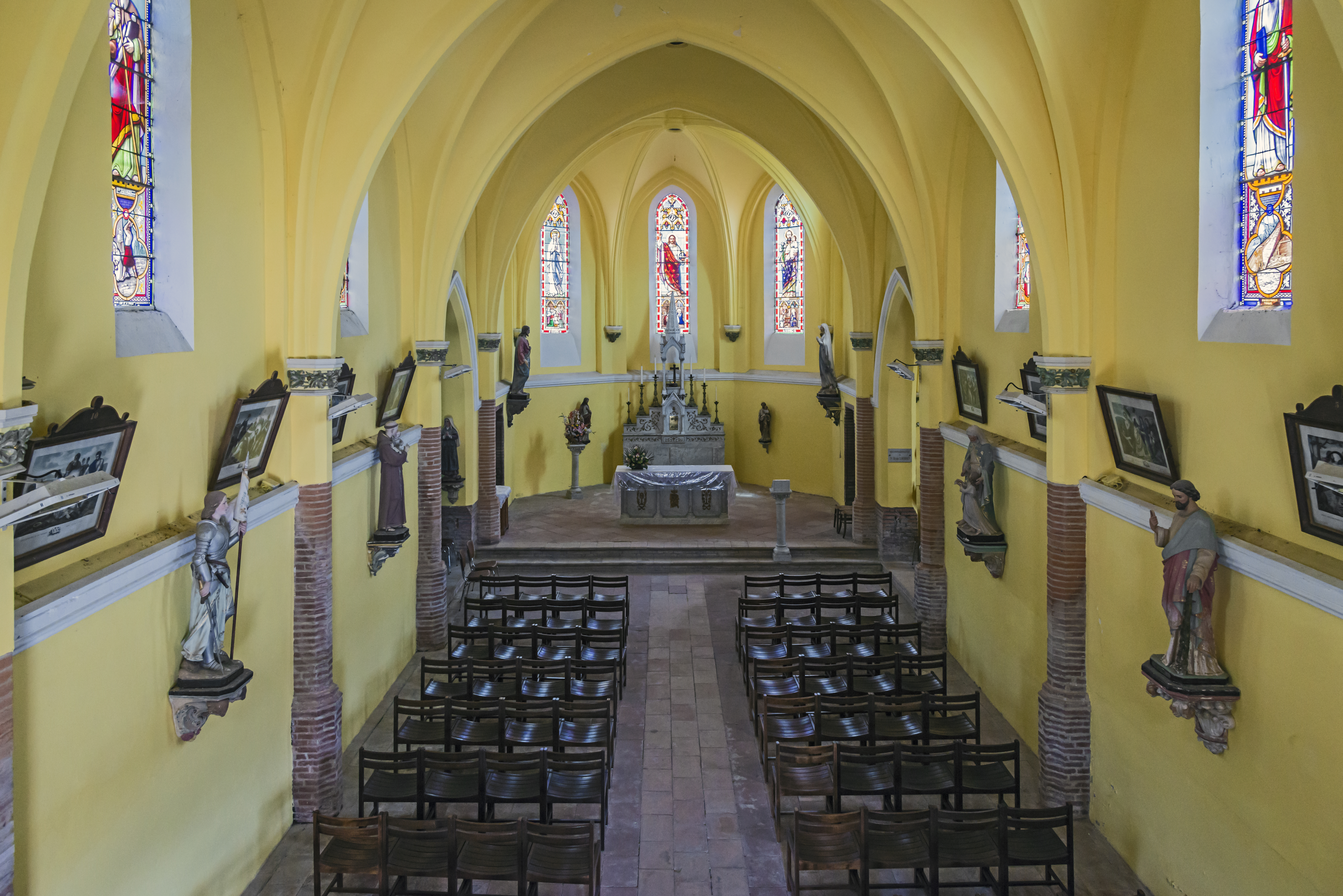
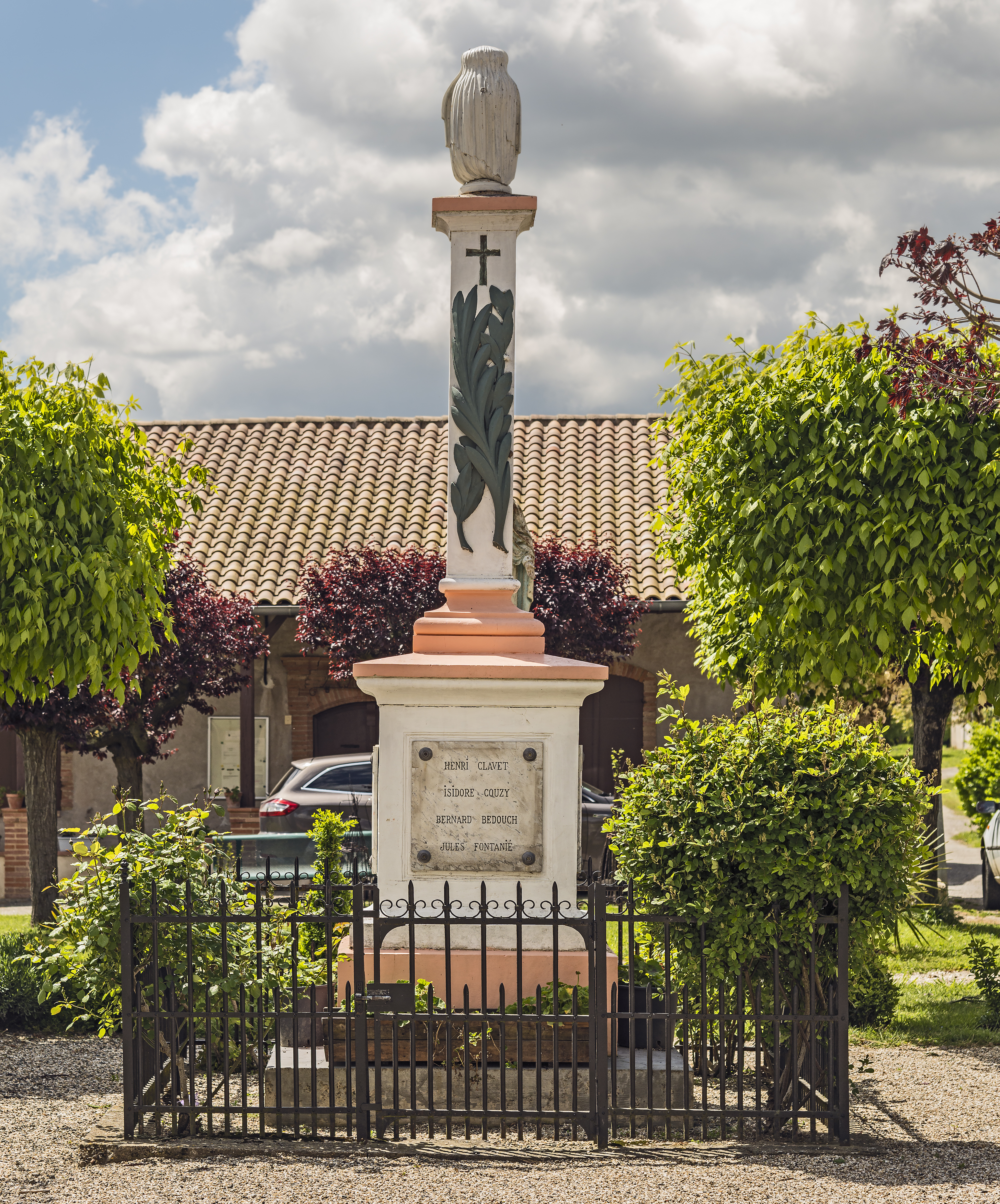
A háborús emlékmű